# Bulbophyllum murkelense
Bulbophyllum murkelense är en orkidéart som beskrevs av Johannes Jacobus Smith. Bulbophyllum murkelense ingår i släktet Bulbophyllum och familjen orkidéer. Inga underarter finns listade i Catalogue of Life.